# Antoni Jordi
Antoni Jordi (Vic, ca. 1716 - 20 de febrer de 1797) fou un compositor i mestre de capella vigatà.
Jordi es degué formar amb Joan Serrat, mestre de la Seu de Vic. El 8 de juny de 1739, tres dies després del traspàs del mestre Josep Romero de Sant Esteve d'Olot, el degà convocà la comunitat de preveres per deliberar sobre la nova provisió. Aquesta es feu sense convocatòria d'oposicions, mitjançant un concurs de resolució que s'adjudicà després de les deliberacions de la comunitat de preveres a partir dels informes confidencials sobre les qualitats musicals -veu i composició- i humanes -bons costums- dels pretendents a ocupar la plaça. Així doncs, d'Antoni Jordi –s'explica en la documentació confidencial– era un noi de Vic d'uns 22 anys amb una veu suficient "però acontralada: si bé y veritat dona visos de eixir á tenor". Físicament era "de postura viril y rebusta", pràctic en la composició i en l'ensenyança dels infants cantors "per l'experiència que de assó se té en la capella del Palau de Barna", i considerava que el seu caràcter era "de geni propriísim y de especials costums". La plaça d'Olot fou confiada a Josep Carcoler, amb la qual cosa Jordi va seguir exercint el magisteri de la capella del Palau de la Comtessa de Barcelona, càrrec en el que deuria succeir a Bernat Tria.
Es desconeix quan va ser nomenat mestre de la catedral de Vic; s'estima que va ser pels voltants del 1748, i romangué en el càrrec fins al 1782, possiblement. Al fons musical de la catedral de Tarragona es conserva una obra del seu deixeble Antoni Juncà, corregida el 1778 «por el maestro Antoni Jordi de Vich».
Es conserven obres seves a la Biblioteca Nacional de Catalunya i als fons musicals de la Catedral de Tarragona, de l'església parroquial de Sant Esteve d'Olot i de l'església parroquial de Sant Pere i Sant Pau de Canet de Mar.